# برین (ژورنال)
بِـرِین (انگلیسی: Brain) یک نشریه علمی عصب‌شناسی با داوری همتا است که در سال ۱۸۷۸ توسط جان چارلز باکنیل، دیوید فرییر، جیمز کرایتون براون و جان هالینگز جکسون بنیان‌گذاری شد و توسط انتشارات دانشگاه آکسفورد منتشر می‌شود. بر پایهٔ گزارش استنادی مجلات در سال ۲۰۲۲ این ژورنال علمی ضریب تأثیر ۱۴٫۵ داشت.